# Berg, Mellerud
Berg är en herrgård i Holms socken, Melleruds kommun.
Berg är troligen Dalslands äldsta säteri, och tillhörde under 1400- till 1600-talet släkten Stake och innehades senare av släkterna Reuter, Svinhufvud, Ribbing och Flach. Det inköptes 1820 av Karl XIV Johan och såldes av Oskar I till grosshandlare C.J. Engelke, som 1846 sålde godset till ett konsortium. År 1880 inköptes Berg av släkten von Sneidern och tillhörde bland andra Axel von Sneidern.
Nuvarande mangårdsbyggnad i trä om två våningar uppfördes 1905.